# تودغى العليا
تودغى العليا هي قرية ريفية في إقليم تنغير ضمن درعة تافيلالت بالمغرب. كان مجموع عدد سكان «جماعة تودغى العليا» 5.665 نسمة يعيشون في 939 أسرة.(تعداد السكان الرسمي 2004)